# Sieben-Brunnen
Koordinaten: 49° 28′ 4,9″ N, 7° 57′ 11,2″ O
Der Sieben-Brunnen ist eine Quelle im Langental bei Diemerstein im Landkreis Kaiserslautern in Rheinland-Pfalz. Sie tritt als Kluftquelle im mittleren Buntsandstein des Biosphärenreservates Pfälzerwald aus.

## Beschreibung
Diese geologische Formation zeichnet sich einerseits durch viele Klüfte und Spalten aus, über die Niederschlagswasser rasch in die Tiefe gelangt. Anderseits nimmt das Gestein selbst in seinen Poren ebenfalls große Mengen an Wasser auf.
An dünnen grundwasserstauenden, schluff- und tonreichen Gesteinsschichten sowie an Klüften und Verwerfungen tritt das Grundwasser vielerorts in Quellen wieder zutage. Der Sieben-Brunnen wurde 1927 erstmals gefasst und als Rastplatz hergerichtet. Seit 1967 ist er als Naturdenkmal unter Schutz gestellt. Nach Erneuerungen in den Jahren 1953 und 1974 wurde die ganze Anlage 1998 vom Pfälzerwald-Verein-Hauptverein mit Unterstützung einer Versicherung und des inzwischen aufgelösten Forstamtes Hochspeyer komplett saniert, wobei die ökologische Wertigkeit der Quelle im Vordergrund stand.
Das Wasser des Sieben-Brunnens mündet nach einigen hundert Metern in den Glasbach.